# Tomasz Copik
Tomasz Marcin Copik (ur. 5 kwietnia 1978 w Knurowie) – polski piłkarz grający na pozycji środkowego obrońcy, trener.

## Przebieg kariery
Od rundy wiosennej sezonu 2009/10 grał w pierwszoligowym MKS Kluczbork. Wcześniej był zawodnikiem m.in. Górnika Zabrze, Pogoni Szczecin i Górnika Łęczna. W ekstraklasie rozegrał 22 mecze. Zadebiutował w niej 30 maja 1998 w barwach Górnika Zabrze w przegranym meczu ze Stomilem Olsztyn (2:3).